# Thai League 2 – 2019
Die Thai League 2 – 2019 war die insgesamt 22. Saison der zweiten Liga Thailands und die dritte Saison der neugeschaffenen Thai League 2.
Die Liga wird auch M-150 Championship genannt.
Die Saison startete mit 18 Mannschaften am 9. Februar und endete am 27. Oktober 2019.
| Transferfenster   | Transferfenster  |
| von               | bis              |
| ----------------- | ---------------- |
| 26. November 2018 | 19. Februar 2019 |
| 24. Juni 2019     | 19. Juli 2019    |

## Mannschaften
- Aufsteiger Thai League 2 – 2018 → Thai League 2019

PTT Rayong FC
Trat FC
Chiangmai FC
- Absteiger Thai League 2 – 2018 → Thai League 3 – 2019

Krabi FC
Angthong FC
- Absteiger Thai League 2018

Bangkok Glass
Police Tero FC
Navy FC
Ubon UMT United
Air Force Central FC
- Aufsteiger Thai League 3 – 2018

JL Chiangmai United FC
Ayutthaya United FC
MOF Customs United FC
- Umbenennungen

Bangkok Glass → BG Pathum United FC
Ubon UMT United → Ubon United
Air Force Central FC → Air Force United
| Mannschaft             | Standort         | Stadion                                                  | Kapazitaet | Bemerkungen     |
| ---------------------- | ---------------- | -------------------------------------------------------- | ---------- | --------------- |
| Air Force United       | Pathum Thani     | Thupatemi Stadium                                        | 20.000     | Thai League ▼   |
| Army United            | Bangkok          | Royal Thai Army Stadium                                  | 20.000     |                 |
| Ayutthaya United FC    | Ayutthaya        | Ayutthaya Province Stadium                               | 6.000      | Thai League 3 ▲ |
| BG Pathum United FC    | Pathum Thani     | Leo Stadium                                              | 16.014     | Thai League ▼   |
| MOF Customs United FC  | Samut Prakan     | Lad Krabang 54 Stadium                                   | 2.000      | Thai League 3 ▲ |
| JL Chiangmai United FC | Chiang Mai       | 700th Anniversary Stadium                                | 25.000     | Thai League 3 ▲ |
| Kasetsart FC           | Bangkok          | TOT Stadium Chaeng Watthana                              | 5.000      |                 |
| Khon Kaen FC           | Khon Kaen        | Khon Kaen Provincial Administrative Organization Stadium | 7.000      |                 |
| Lampang FC             | Lampang          | Lampang Province Stadium                                 | 5.500      |                 |
| Navy FC                | Chonburi         | Navy Stadium                                             | 6.000      | Thai League ▼   |
| Nongbua Pitchaya FC    | Nong Bua Lamphu  | Nong Bua Lamphu Province Stadium                         | 4.500      |                 |
| Police Tero FC         | Bangkok          | Boonyachinda Stadium                                     | 3.550      | Thai League ▼   |
| Rayong FC              | Rayong           | Rayong Province Stadium                                  | 7.500      |                 |
| Samut Sakhon FC        | Samut Sakhon     | Samut Sakhon Province Stadium                            | 3.500      |                 |
| Sisaket FC             | Si Sa Ket        | Sri Nakhon Lamduan Stadium                               | 10.000     |                 |
| Thai Honda FC          | Bangkok          | 72nd Anniversary Stadium (Min Buri)                      | 10.000     |                 |
| Ubon United            | Ubon Ratchathani | UMT Stadium                                              | 20.000     | Thai League ▼   |
| Udon Thani FC          | Udon Thani       | SAT Stadium Udon Thani                                   | 10.500     |                 |

## Ausländische Spieler
Stand: 26. Juli 2019
| Mannschaft             | Spieler 1             | Spieler 2        | Spieler 3           | Spieler Asien     | Spieler ASEAN          | Ehemalige Spieler                              |
| ---------------------- | --------------------- | ---------------- | ------------------- | ----------------- | ---------------------- | ---------------------------------------------- |
| Air Force United       | Alex Ruela            | Diego            |                     | Patrick Flottmann | Lê Văn Tân             | Faysal Shayesteh Greg Houla Kayne Vincent      |
| Army United            | Flávio Boaventura     | João Paulo       | Bruno Pinheiro      | Ahn Jae-jun       | Hassan Sunny           | Rennan Oliveira Jonathan Zongo                 |
| Ayutthaya United FC    | Moreira               | Jo Tae-Keun      | Kévin Parsemain     | Jeong Woo-geun    | Phithack Kongmathilath | Neto Santos Chris Cortez                       |
| BG Pathum United FC    | Jonatan Ferreira Reis | Tardeli Reis     | Toti                | Seiya Kojima      | Irfan Fandi            | Yuki Bamba Rômulo                              |
| MOF Customs United FC  | Masaya Jitōzono       | Kayne Vincent    | Uroš Stojanov       | Gōshi Ōkubo       |                        | Isaac Mbengan Naoto Kidoku                     |
| JL Chiangmai United FC | Soares                | David Rugamas    | Anggello Machuca    | Woo Hyun          | Hikaru Minegishi       | Erivelto                                       |
| Kasetsart FC           | Alexandre Balotelli   | Henri Jöel       | Boubacar Koné       | Kenzō Nambu       |                        | Marcio Marques Seo Dong-hyeon                  |
| Khon Kaen FC           | Fellipe Veloso        | Seiya Sugishita  |                     | Kim Sung-hyun     |                        | Cristian Alex Thales Chanthaphone Waenvongsoth |
| Lampang FC             | Rafael Coelho         | Melvin de Leeuw  | Kevin Brands        | Faysal Shayesteh  |                        | Masaya Jitōzono                                |
| Navy FC                | Frauches              | Baek Seung-hyun  | Toni Dovale         | Choi Jung-han     |                        | Jin Sang-min Kim Seong-sik                     |
| Nongbua Pitchaya FC    | Ramon                 | Rodrigo Maranhão | Bladimir Díaz       | Christer Youssef  | Izwan Mahbud           | Dennis Murillo David Cuerva                    |
| Police Tero FC         | Greg Houla            | Simon Dia        | Issac Honey         | Kwon Dae-hee      | Dominic Tan            | Josimar Antonio Pina                           |
| Rayong FC              | Harrison              | Tiago Chulapa    | Park Tae-hyeong     | Ryo Matsumura     |                        | Thiago Santos Chanthachone Thinolath           |
| Samut Sakhon FC        | Bruno Dybal           | Neto Santos      | Cristiano           | Lee Won-young     | Than Htet Aung         | Ricardo Pires Njiva Rakotoharimalala           |
| Sisaket FC             | Willen                | Marc Landry Babo | Dominic Adiyiah     | Hiromichi Katano  |                        |                                                |
| Thai Honda FC          | Valdo                 | Thiago Santos    | Aleksandar Kapisoda | Kento Nagasaki    |                        | Ryōtarō Nakano                                 |
| Ubon United            | Diego Lima            | Rogerio          | Sayed Mohamed       | Renshi Yamaguchi  |                        | Marlon da Silva                                |
| Udon Thani FC          | Bruno Correa          | Erivelto         | Rennan Oliveira     | Shō Shimoji       |                        | Adilson Bahia                                  |

## Abschlusstabelle
| Pl. | Verein                 | Sp. | S  | U  | N  | Tore    | Diff. | Punkte |
| --- | ---------------------- | --- | -- | -- | -- | ------- | ----- | ------ |
| 1.  | BG Pathum United FC    | 34  | 24 | 6  | 4  | 076:270 | +49   | 78     |
| 2.  | Police Tero FC         | 34  | 19 | 8  | 7  | 064:310 | +33   | 65     |
| 3.  | Rayong FC              | 34  | 18 | 7  | 9  | 070:590 | +11   | 61     |
| 4.  | Sisaket FC             | 34  | 20 | 11 | 3  | 054:210 | +33   | 71     |
| 5.  | Army United            | 34  | 15 | 10 | 9  | 056:430 | +13   | 55     |
| 6.  | Thai Honda FC          | 34  | 13 | 12 | 9  | 052:400 | +12   | 51     |
| 7.  | Udon Thani FC          | 34  | 15 | 6  | 13 | 044:430 | +1    | 51     |
| 8.  | Khon Kaen FC           | 34  | 13 | 10 | 11 | 040:480 | −8    | 49     |
| 9.  | Nongbua Pitchaya FC    | 34  | 12 | 10 | 12 | 043:420 | +1    | 46     |
| 10. | Lampang FC             | 34  | 11 | 12 | 11 | 041:450 | −4    | 45     |
| 11. | JL Chiangmai United FC | 34  | 10 | 10 | 14 | 043:430 | ±0    | 40     |
| 12. | Kasetsart FC           | 34  | 10 | 10 | 14 | 040:430 | −3    | 40     |
| 13. | Samut Sakhon FC        | 34  | 8  | 10 | 16 | 043:710 | −28   | 34     |
| 14. | Air Force United       | 34  | 9  | 7  | 18 | 039:530 | −14   | 34     |
| 15. | MOF Customs United FC  | 34  | 9  | 6  | 19 | 039:680 | −29   | 33     |
| 16. | Navy FC                | 34  | 9  | 6  | 19 | 035:500 | −15   | 33     |
| 17. | Ubon United            | 34  | 8  | 6  | 20 | 031:560 | −25   | 30     |
| 18. | Ayutthaya United FC    | 34  | 5  | 8  | 21 | 037:640 | −27   | 23     |

| Zum Saisonende 2019: |
| Thailändischer Zweitligameister und Aufsteiger in die Thai League Aufsteiger in die Thai League Absteiger in die Thai League 4 Rückzug aus der Thai League |

1. ↑  
Sisaket FC wurde aufgrund der Entscheidung der FIFA 12 Punkte abgezogen. Aktueller Punktestand: 59
2. ↑  Army United hat sich aus der Thai League 2 zurückgezogen.
3. ↑  Thai Honda FC hat sich aus der Thai League 2 zurückgezogen.
4. ↑  Ubon United musste in die Thai League 4 absteigen, da die Lizenzauflagen nicht erfüllt wurden.

## Beste Torschützen
Stand: 27. Oktober 2019
| Platz | Spieler            | Mannschaft                                               | Tore |
| ----- | ------------------ | -------------------------------------------------------- | ---- |
| 1     | Tiago Chulapa      | Rayong FC                                                | 19   |
| 2     | Barros Tardeli     | BG Pathum United FC                                      | 18   |
| 2     | Willen             | Sisaket FC                                               | 18   |
| 2     | Bruno Correa       | Udon Thani FC                                            | 18   |
| 5     | Valdo              | Thai Honda FC                                            | 17   |
| 6     | Tanakorn Dangthong | Army United                                              | 16   |
| 7     | Rafael Coelho      | Lampang FC                                               | 15   |
| 7     | Erivelto           | JL Chiangmai United FC (8 Tore) Udon Thani FC (5 Tore)   | 15   |
| 9     | Surachat Sareepim  | BG Pathum United FC                                      | 12   |
| 9     | Kayne Vincent      | Air Force United (6 Tore) MOF Customs United FC (6 Tore) | 12   |
| 9     | Soares             | JL Chiangmai United FC                                   | 12   |
| 9     | Seiya Sugishita    | Khon Kaen FC                                             | 12   |
| 9     | Marc Landry Babo   | Sisaket FC                                               | 12   |

## Hattricks
Stand: 27. Oktober 2019
| Spieler               | Mannschaft             | Gegnerische Mannschaft | Ergebnis | Datum              |
| --------------------- | ---------------------- | ---------------------- | -------- | ------------------ |
| Erivelto              | JL Chiangmai United FC | Khon Kaen FC           | 6 – 0    | 16. Februar 2019   |
| Josimar               | Police Tero FC         | Ayutthaya United FC    | 6 – 0    | 23. Februar 2019   |
| Anggello Machuca      | JL Chiangmai United FC | Air Force United       | 4 – 1    | 20. Juli 2019      |
| João Paulo            | Army United            | Sisaket FC             | 6 – 0    | 31. Juli 2019      |
| Bladimir Díaz         | Nongbua Pitchaya FC    | Udon Thani FC          | 3 – 1    | 21. August 2019    |
| Jonatan Ferreira Reis | BG Pathum United FC    | Lampang FC             | 7 – 1    | 14. September 2019 |
| Willen                | Sisaket FC             | Samut Sakhon FC        | 4 – 0    | 25. September 2019 |
| Greg Houla            | Police Tero FC         | Ubon United            | 5 – 0    | 29. September 2019 |
| Harrison              | Rayong FC              | Lampang FC             | 6 – 2    | 29. September 2019 |
| Simon Dia             | Police Tero FC         | Rayong FC              | 7 – 0    | 27. Oktober 2019   |

## Ausrüster / Sponsoren
| Team                   | Ausrüster   | Sponsor                                      |
| ---------------------- | ----------- | -------------------------------------------- |
| Air Force Central FC   | KELA        | ohne                                         |
| Army United            | Kela        | Chang                                        |
| Ayutthaya United FC    | Pegan       | Gulf                                         |
| BG Pathum United FC    | Nike        | Leo                                          |
| MOF Customs United FC  | Pegan       | NEXX                                         |
| JL Chiangmai United FC | FBT         | Moose / Jele                                 |
| Kasetsart FC           | Grand Sport | Tanaosree Traditional Chicken / ATC Atlantic |
| Khon Kaen FC           | Grand Sport | Leo                                          |
| Lampang FC             | Deffo       | Bangkok Airways                              |
| Navy FC                | Versus      | pro 150 Energy-Drink                         |
| Nongbua Pitchaya FC    | Warrix      |                                              |
| Police Tero FC         | FBT         | Chang                                        |
| Rayong FC              | Volt        | Gulf / WHA                                   |
| Samut Sakhon FC        | Pegan       | Thai Union                                   |
| Sisaket FC             | Warrix      | Muang Thai Life Assurance / Betagro          |
| Thai Honda FC          | Eigenmarke  | Honda                                        |
| Ubon United            | iAM         |                                              |
| Udon Thani FC          | Versus      | Leo                                          |

## Zuschauerzahlen
| Platz | Mannschaft             | Gesamt- zuschauerzahl | Höchste Zuschauerzahl | Niedrigste Zuschauerzahl | Durchschnittliche Zuschauerzahl |
| ----- | ---------------------- | --------------------- | --------------------- | ------------------------ | ------------------------------- |
| 1.    | BG Pathum United FC    | 74.083                | 5.904                 | 3.102                    | 4.358                           |
| 2.    | Sisaket FC             | 50.586                | 10.892                | 1.056                    | 2.976                           |
| 3.    | Udon Thani FC          | 46.529                | 5.274                 | 1.213                    | 2.737                           |
| 4.    | Khon Kaen FC           | 45.367                | 4.475                 | 1.586                    | 2.669                           |
| 5.    | Rayong FC              | 33.123                | 3.680                 | 800                      | 1.948                           |
| 6.    | Nongbua Pitchaya FC    | 24.397                | 2.160                 | 870                      | 1.435                           |
| 7.    | Ubon United            | 23.325                | 2.512                 | 862                      | 1.372                           |
| 8.    | Air Force United       | 23.155                | 3.794                 | 589                      | 1.362                           |
| 9.    | Thai Honda FC          | 21.884                | 6.921                 | 601                      | 1.287                           |
| 10.   | Navy FC                | 21.724                | 1.740                 | 1.029                    | 1.278                           |
| 11.   | Army United            | 20.563                | 2.386                 | 554                      | 1.206                           |
| 12.   | Police Tero FC         | 19.951                | 3.948                 | 389                      | 1.174                           |
| 13.   | Lampang FC             | 17.336                | 1.647                 | 637                      | 1.018                           |
| 14.   | Samut Sakhon FC        | 16.613                | 1.227                 | 783                      | 977                             |
| 15.   | Ayutthaya United FC    | 16.237                | 1.924                 | 413                      | 955                             |
| 16.   | MOF Customs United FC  | 9.978                 | 1.600                 | 162                      | 587                             |
| 17.   | Kasetsart FC           | 9.878                 | 2.248                 | 268                      | 581                             |
| 18.   | JL Chiangmai United FC | 9.143                 | 1.454                 | 169                      | 538                             |
|       | GESAMT                 | 484.252               | 10.892                | 162                      | 1.583                           |